# Karoline Sofie Lee
Karoline Sofie Lee (født 23. september 1982) er en dansk-koreansk skuespiller, som fik sit debut med filmen The Return.